# Grogrén

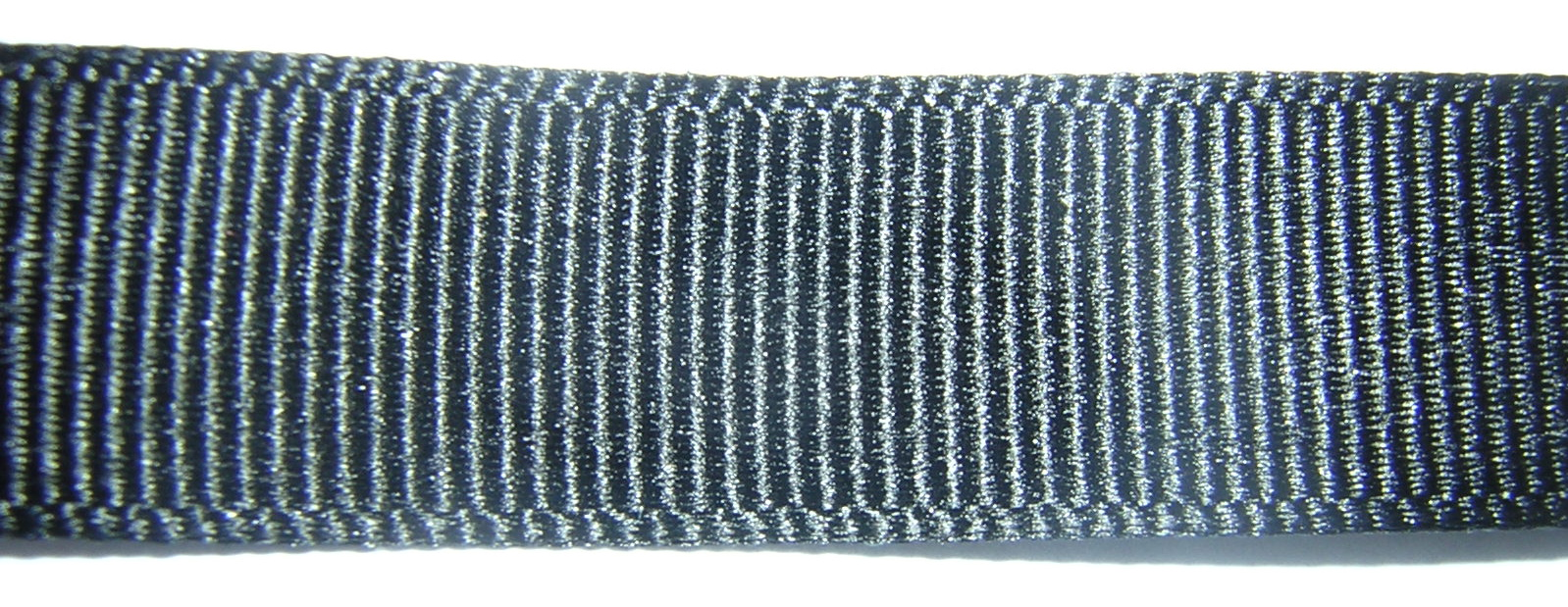
Detail grogrénové stuhy s dobře viditelným rypsovým žebrováním

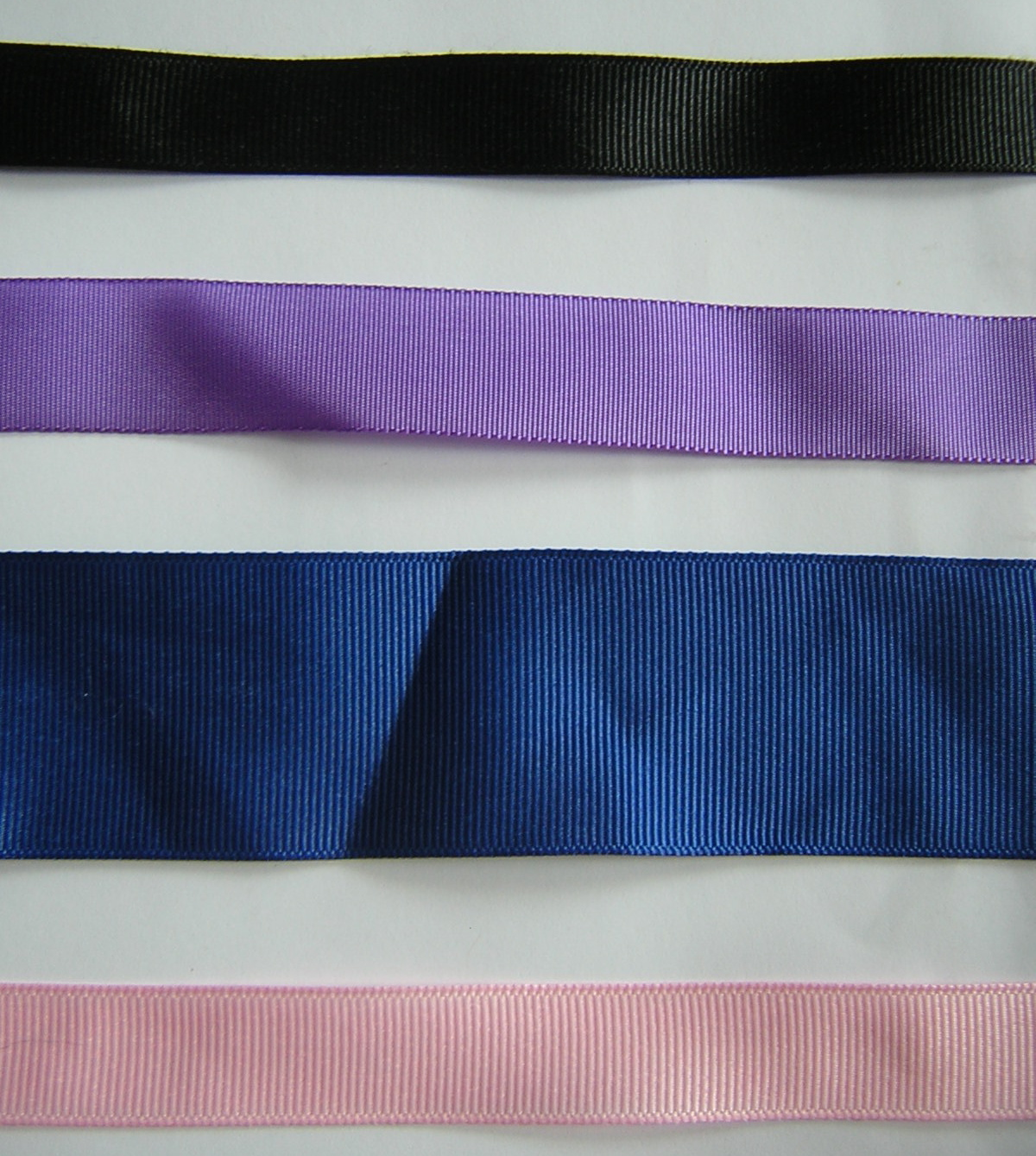
Grogrénové stuhy různých barev a šířek

Grogrén (z fr. gros-grain – hrubého charakteru) je těžká hedvábná tkanina s rypsovou vazbou, která se používá především na kostýmy a dámské šaty. Z názvu tkaniny vzniklo patrně pojmenování alkoholického nápoje grogu, za jehož objevitele je považován britský admirál Edward Vernon, přezdívaný „Old Grog“ podle svého oblíbeného oblečení z grogrénu.

## Odlišné definice a způsoby použití grogrénu
V části odborné literatury (např. Talavášek aj.) se sice stále ještě uvádí původní účel použití. Podle mnohých definicí  se však za hlavní účel použití považují stuhy (viz také přiložené snímky). Stuhy se vyrábí na speciálních strojích na úzké tkaniny většinou z umělých vláken a z bavlny. V posledních letech se v obchodě jen ojediněle najdou nabídky sukní , kabelek nebo obuvních svršků z grogrénu tkaného na standardních strojích.